# Godfried Devreese (componist)
Godefridus Constant Ernest Eudro Gustaf (Godfried/Godefroid) Devreese (Kortrijk, 22 januari 1893 – Elsene, 4 juni 1972) was een Belgisch dirigent, violist en componist.

## Biografie
Zijn vader was muziekleraar/kapelmeester Albert Joseph Pieter Constantijn Devreese, moeder Ernestina Celina Maria Verheust was afkomstig uit een familie met kunstschilders (haar oom is Valere Verheust), letterkundigen etc. Zijn oom Godfried Devreese was beeldhouwer, zijn overgrootvader een dirigent. Godefroid huwde in 1925 de dochter Frederika Willemina (Willy) Gaillard (violiste) van Frits Gaillard, solocellist bij het Concertgebouworkest. Hun in Amsterdam geboren zoon Frédéric Devreese werd componist.
Zijn muziekopleiding begon al tijdens zijn vijfde levensjaar; hij kreeg privéles van oma. Op elfjarige leeftijd ging hij viool studeren bij Michel van Neste. Hij kreeg zijn verdere muziekopleiding aan het Koninklijk Conservatorium Brussel van docenten als César Thomson, Eugène Ysaÿe (beiden viool), Paul Gilson en François Rasse (beiden compositieleer). Bij het afstuderen haalde hij steevast eerste en tweede prijzen.
Hij speelde bij diverse orkesten solo, eerste of tweede viool:
- voor 1919: Kursaalorkest in Oostende
- 1919-1920: dirigent bij de Franse opera in Antwerpen
- 1925-1930: aanvoerder tweede violen en altviolist bij Concertgebouworkest met dirigenten Willem Mengelberg, Cornelis Dopper en Pierre Monteux, hij dirigeerde er ook weleens (1930: drie werken van Igor Stravinsky).

In diezelfde periode dirigeerde hij met Flor Alpaerts bijvoorbeeld de Dierentuinconcert in Antwerpen. Ook stond hij op de bok tijdens concerten in Waux-hall in Brussel. In 1927 zat hij tijdens de Belgische Muziekfeesten op het concertpodium voor de vertolking van Concert à cinq van Joseph Jongen. Medemusici waren toen Rosa Spier (harp), Louis Zimmermann, Marix Loevensohn (cello) en J. Feltkamp (fluit). Hij behoorde toen ook tot het Concertgebouwstrijkkwartet.
Na 1930 werd hij directeur van het stedelijk conservatorium Mechelen. Hij organiseerde echter ook concerten en bleef dirigeren. In 1958 ging hij met pensioen, maar richtte nog wel kamerorkest Ars Nova op. In 1961 stopte hij ook met dirigeren.

## Werk
Van zijn hand verschenen:
- 1919: Danse lente
- 1921: La guerre (een cantate, hij kreeg daarvoor een Prix de Rome)
- 1922: Poème heroique (een symfonisch gedicht); in 1927 uitgevoerd tijdens het Belgische Muziekfeest in Nederland door een samensmelting van het Utrechts Symfonie Orkest en het Rotterdams Philharmonisch Orkest onder leiding van Evert Cornelis (in 2017 verkrijgbaar op compact disc)
- 1924: Vioolsonate; in 1927 uitgevoerd door Louis Zimmerman (viool) en de componist (piano)
- 1927: Tombelène, première onder leiding van de componist door het Concertgebouworkest op 18 december 1927; opgedragen aan Pierre Monteux; gebaseerd op Keltische legende parallel aan Parsifal (in 2017 verkrijgbaar op compact disc)
- 1930: Celloconcertino nr. 1 (in 2017 verkrijgbaar op compact disc)
- 1930: In memoriam
- 1933: Elfendans (cantate)
- 1934: Lentetover (cantate); in 1934 uitgevoerd door het Concertgebouworkest onder leiding van Herman Johannes den Hertog
- 1935: Zonnetij (cantate)
- 1937: Vioolconcert nr. 1 (in 2017 verkrijgbaar op compact disc)
- 1938: Pianoconcert
- 1944: Symfonie nr. 1 (in 2017 verkrijgbaar op compact disc)
- 1948: Pianotrio
- 1948: Rapsodie voor klarinet en orkest
- 1952: Symfonie nr. 2
- 1953: Suite voor orkest
- 1960: Celloconcertino nr. 2
- 1965: Stabat Mater
- 1966: Symfonie nr. 4
- 1967: Te Deum
- 1970: Vioolconcert nr. 2

Verder nog een vijftigtal liederen, kamermuziekstukken etc.
- CiNii: DA12922056
- Gemeinsame Normdatei: 103813152
- International Standard Name Identifier: 0000 0000 8390 4822
- Library of Congress Control Number: nr89003520
- MusicBrainz: db875484-19a2-4bd5-afb4-92470ad1a25a
- Nationale Bibliotheek van Tsjechië: jo20241243820
- Nationale Bibliotheek van Israël: 987007314560505171
- Nederlandse Thesaurus van Auteursnamen: 314430725
- Virtual International Authority File: 66888891
- WorldCat: E39PBJqW3mF66VqXpgFyKcbrv3